# Леонидис, Валериос
Валериос Леонидис (греч. Βαλέριος Λεωνίδης; род. 14 февраля 1966, Ессентуки, СССР) — советский и греческий тяжелоатлет, двукратный победитель Спартакиад народов СССР (1986, 1991), многократный чемпион Греции, чемпион Европы (1996), трёхкратный призёр чемпионата мира (1994, 1995, 1999), призёр Олимпийских игр (1996), пятикратный рекордсмен мира. Мастер спорта СССР международного класса (1986). В 1994 году признавался лучшим спортсменом года в Греции.

## Биография
Валериос Леонидис родился 14 февраля 1966 года в Ессентуках в семье понтийских греков. Начал заниматься тяжёлой атлетикой в возрасте 15 лет под руководством своего дяди Александра Айвазова (Айвазидиса). В 1986 и 1991 годах становился победителем Спартакиад народов СССР. 
В декабре 1991 года репатриировался на историческую родину и в дальнейшем выступал под флагом Греции. Готовясь под руководством известного греческого тренера Христоса Якову, за несколько лет смог войти в мировую элиту тяжёлой атлетики. В 1992 году участвовал в Олимпийских играх в Барселоне, где занял 5 место, уступив атлетам из Китая и Болгарии лишь по собственному весу. В 1994 году становился серебряным призёром чемпионата Европы и чемпионата мира, установил два мировых рекорда. 
Наибольших успехов в своей спортивной карьере добился в 1996 году. В апреле завоевал титул чемпиона Европы, а в июле был близок к тому, чтобы выиграть золотую медаль на Олимпийских играх в Атланте. По ходу олимпийского турнира установил новый мировой рекорд в толчке, но всё же уступил по сумме упражнений выдающемуся турецкому атлету Наиму Сулейманоглу и занял второе место. 
После этого сделал двухлетний перерыв в выступлениях и, набрав вес, перешёл из полулёгкой в лёгкую весовую категорию. В 1999 году становился бронзовым призёром чемпионата Европы и чемпионата мира, в 2000 году участвовал в Олимпийских играх в Сиднее. 
В 2004 году завершил свою спортивную карьеру и занялся тренерской деятельностью. В 2008 году сменил Христоса Якову на посту главного тренера мужской и женской сборных Греции. В 2013 году основал в Глифаде многопрофильный спортивный центр «Olympic Gym».